# Фатори (Казерта)
Фатори је насеље у Италији у округу Казерта, региону Кампанија.
Према процени из 2011. у насељу је живело 115 становника. Насеље се налази на надморској висини од 208 м.